# Taranis gratiosa
Taranis gratiosa é uma espécie de gastrópode do gênero Taranis, pertencente a família Raphitomidae.